# Acrobeles obtusicaudatus
Acrobeles obtusicaudatus is een rondwormensoort. De wetenschappelijke naam van de soort is voor het eerst geldig gepubliceerd in 1930 door Kreis.